# Icône trans

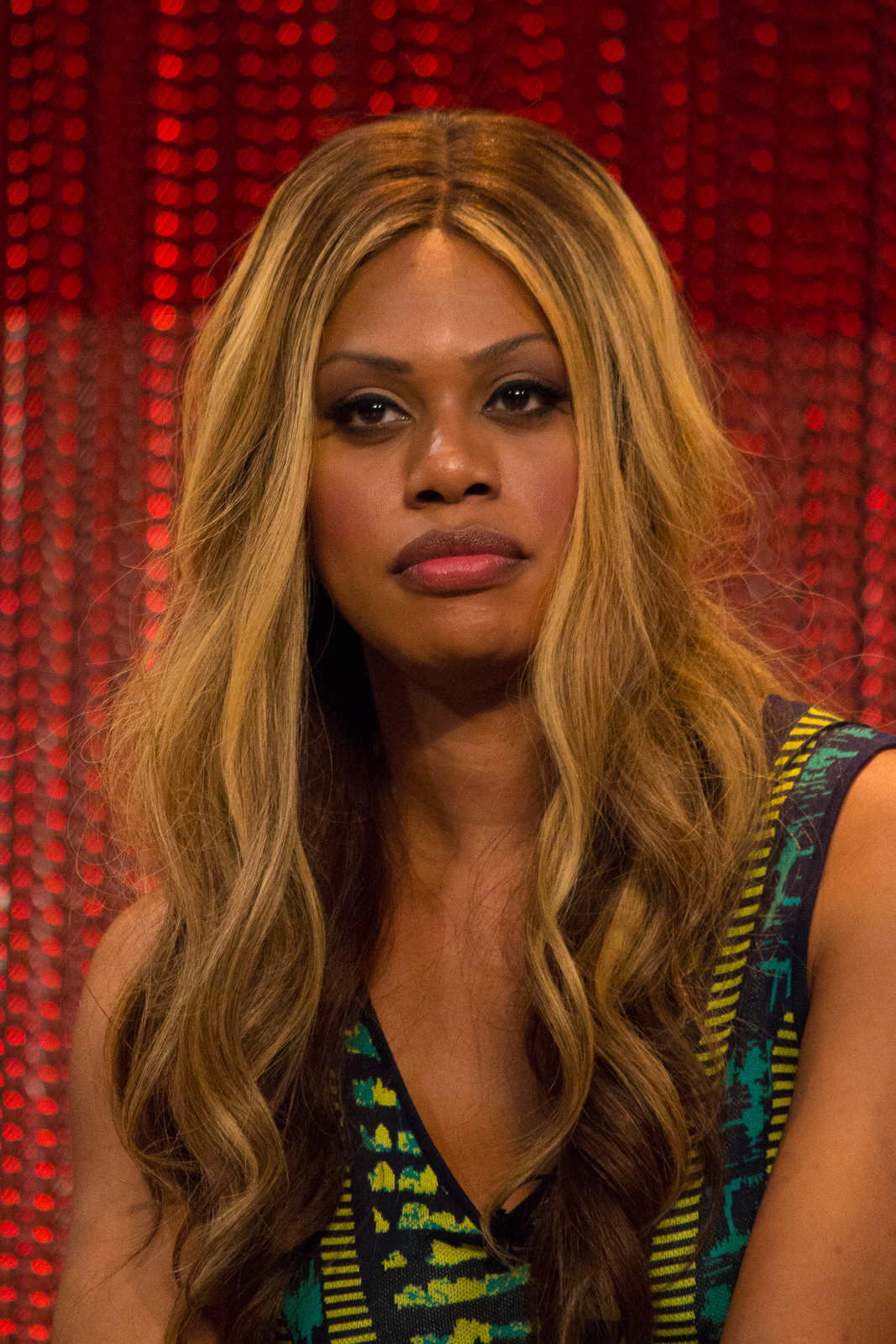
La combinaison de sa visibilité et de son engagement pour la communauté trans qui font de Laverne Cox, comme de Coccinelle avant elle, une icône trans

Une icône trans est une personne réelle ou un personnage particulièrement appréciée par la communauté trans.
Les icônes trans se répartissent en deux catégories : d'une part, les personnes trans visibles, dont la vie, la visibilité ou le militantisme sont sources d'inspiration ; de l'autre, des personnages de fiction, pouvant être canoniquement trans ou non mais permettant une identification du public trans.

## Personnes réelles

### Avant la conceptualisation de la transidentité
Si la conceptualisation de la transidentité ne débute qu'au XXe siècle, les pratiques de travestissement et de non-conformité de genre sont plus anciennes, ce qui permet à des historiens de considérer comme trans des personnes ayant vécu à des périodes plus anciennes.
Toutefois, le statut d'icône trans se détache de ces considérations académiques : la question n'est pas alors de savoir si le personnage historique est réellement trans ou pas, mais si la communauté trans actuelle s'y identifie.
L'une de ces figures est Jeanne d'Arc, dont le travestissement, l'identité de genre et la sexualité font débat, tout en étant uniquement une icône trans depuis au moins la publication de Transgender Warriors: Making History from Joan of Arc to Marsha P. Johnson and Beyond de Leslie Feinberg.

### Depuis le milieu du 20esiècle
Parmi les personnes réelles ayant atteint le statut d'icône trans se trouvent Coccinelle, meneuse de revue française dans les années 1960, une des premières femmes à recevoir une vaginoplastie en France et qui a contribué à la fois à aider la communauté trans du pays mais aussi à faire connaître la transidentité du grand public. Pour la chanteuse turque Bülent Ersoy, son statut d'icône trans vient de sa très forte popularité dans son pays et de son statut de diva, faisant d'elle plus « une icône qui est trans » qu'une « icône trans ».
Caitlyn Jenner devient une icône trans au milieu des années 2010 en médiatisant son parcours de transition ; toutefois, son statut d'icône trans est surtout présent parmi le public cisgenre. A l'inverse, sa compatriote, l'actrice Laverne Cox, qui accède à la visibilité au même moment grâce à son rôle dans la série Orange Is the New Black, est célébrée non pas uniquement pour sa visibilité mais aussi pour son activisme, en particulier pour les personnes trans les plus marginalisées.
Au Nigéria, Area Scatter devient connue à partir des années 1970 comme la première personnalité trans du pays.

## Personnages

### Réinterprétation
Devant la très faible représentation de personnages trans, en particulier pour les fictions destinées aux enfants ou aux jeunes adultes, le public trans se réapproprie de nombreux personnages non-explicitement trans mais pour qui il ressent un fort sentiment d'authentification : c'est ainsi le cas de Danny Fantôme de Jessie et James de Team Rocket, du Hercule de Disney, de Hauru dans Le Château ambulant, Lars dans Steven Universe, Link et Zelda dans la série de jeux vidéos éponyme, Sombra dans Overwatch, Mlle Bille-en-tête dans Le Bus magique ou Bayonetta.

### Canon

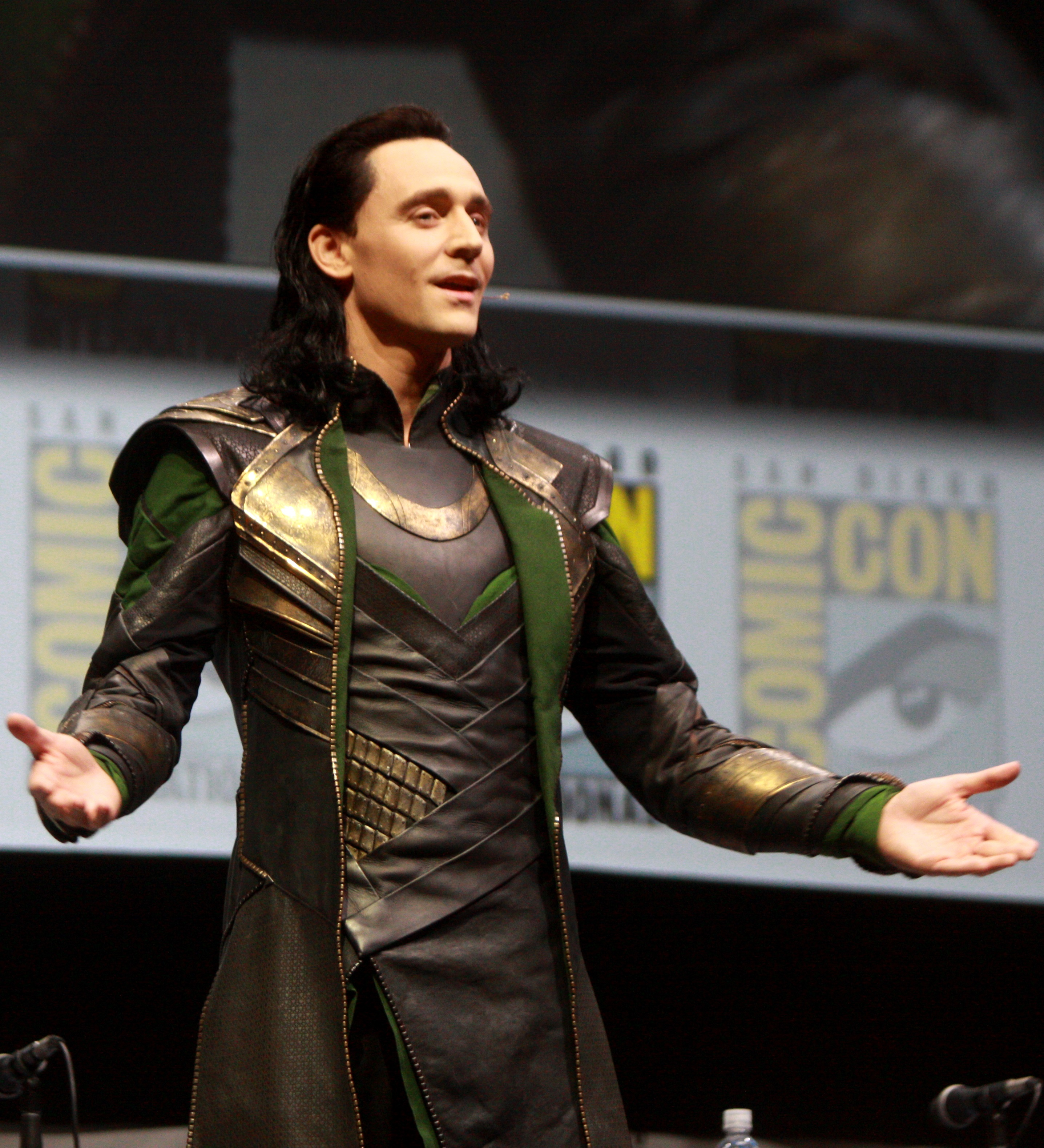
Le statut de Loki comme icône trans dépend fortement de la version du personnage (comics, univers cinématographique Marvel ou fanfiction) considérée et de la manière dont sa fluidité de genre est représentée

Dans le groupe des personnages de fiction, Loki occupe une place particulière : si le personnage de Comics est canoniquement genderfluid et est une icône trans, son adaptation dans l'univers cinématographique Marvel (MCU), en particulier la série Loki, est vue au contraire comme une mauvaise représentation, ce qui ne l'empêche pas de servir de base à de nombreuses fanfictions basées sur le MCU mais où sa fluidité de genre est à nouveau mise en valeur.
La protagoniste Madeline, du jeu vidéo Celeste, est une icône majeure de la communauté transgenre de par les thèmes de l'anxiété, de l'identité et de la dysphorie de genre traités au cours du jeu et vécu intérieurement par Madeline,,.
Le travail de réappropriation, par l'interprétation ou l'écriture de fanfictions, n'est pas spécifique à la culture trans mais un trait distinctif de la culture LGBT au sens large.